# In a Valley by the Sea
In a Valley by the Sea è un EP live realizzato dalla Next Generation (generazione futura) degli Hillsong United, cioè dai ragazzi al di sotto dei 21 anni appartenenti all'Hillsong Church. È stato pubblicato all’Encounterfest dell'ottobre 2007, ma comunque per un numero limitato di copie.

## Tracce[1][2]
1. You Deserve (Matt Crocker & James Dunlop) - 5:06
2. Love Enough (Braden Lang & Scott Ligertwood) - 2:57
3. Perfect Love (Dylan Thomas) - 4:27
4. Second Chance (Braden Lang & Scott Ligertwood) - 5:25
5. You Reign (Matt Crocker) - 5:05
6. To Know Your Name (Matt Crocker) - 3:15
7. Break Free (Joel Houston, Matt Crocker & Scott Ligertwood) - 3:41

## Componenti dellaNext Gen
- Voci: Matt Crocker, Sam Knock, Braden Lang, Heather Stevens
- Chitarre: Dylan Thomas, Andrew Hood
- Basso: Troy Munns
- Batteria: Brandon Gillies
- Tastiera: Benjamin Tennikoff